# Barítono leggero
| Tipo de Voz  | Tipo de Voz |
| Feminino     | Masculino   |
| ------------ | ----------- |
| Soprano      | Tenor       |
| Meio-soprano | Barítono    |
| Contralto    | Baixo       |

O barítono leggero é o timbre mais leve entre os barítonos, de grande extensão aguda e cor clara, possui grande agilidade e é flexível dinamicamente, é conhecido no repertório francês em operetas e óperas escritas para a voz de Jean-Blaise Martin – “Barítono Martin” que criou diversos papéis em operetas e um estilo de técnica anasalada que torna o timbre mais claro e menos volumoso, o idioma francês ajuda na emissão anasalada e nas palavras pronunciadas. Sua tessitura usual é do G2 ao B♭4 (C5).

## Na França
É destacado na categoria Baryton Martin que é a categoria especial do barítono leggero. Possui a tessitura mais aguda, a mais clara e mais ágil, mas, a menos potente de toda a família dos Barítonos. Também chamado de legér, elevé, tenorisant, di viennois, d’ opérette. [Jean-Blaise Martin (1768 – 1887)], criador de diversos papéis de operetas.

## Na Alemanha
É incluído na categoria Lyrischer (Hoher) Bariton, que a categoria do barítono lírico brillante. Não existe uma categoria para os barítonos leggeros eles são incluídos geralmente nas categorias cômicas (Spiel) ou (Hoher) agudas. Uma voz ágil, flexível com uma linha suave um extenso registro agudo. A categoria Lyrischerbariton é extremamente importante nas casas de Operas alemãs, já que ele tem que manter muitos papéis de um caráter variado. Este Barítono deve ser um excelente ator e apto para cantar igualmente bem todos os registros de sua voz. Ele também deve ser ocasionalmente decisivo, para executar o papel secundário de Silvio em I Pagliacci de Barítono Dramático. Isto é, não é necessário possuir um super agudo para cantar esta categoria, mas, é necessário possuir um bom Sol Agudo. Papageno em A flauta mágica, Figaro em Il Barbiere di Sevilla, Malesta em Don Pasqualle, Harlekin em Ariadne auf Naxos e Dandini em La Cenerentola são típicos papéis de Lyrischer bariton.

## Registros

### Registro agudo
É um registro extenso de timbre leve e cor clara, tem grande facilidade em emitir notas agudas e pode até alcançar um Dó agudo de Tenor, ao contrário do Barítenor não possui timbre metálico nem grande volume. A agilidade está sempre pronta e possui articulações fáceis, prestando-se a papéis cômicos e de agilidades.

### Registro central
É um registro de menor intensidade que os outros barítonos a emissão anasalada e a pronuncia francesa ajuda à clareza das notas e a leveza do timbre recai sobre os matizes e a dinâmica muito flexível. De grande aptidão ao legato expressivo e agilidade sempre pronta.

### Registro grave
É um registro menos volumoso de intensidade média e sonoridade clara; a extensão é menor até que o tenor Dramático.

## Personagens
- Florestan, em Veronique, de André Messager;

- Danilo, em A Viuva Alegre, de Franz Lehar;

- Prince Sou Chong, em Pays du Sourire, de Franz Lehar;

- Clement Marot, em Basoche, de André Messager;

- O Marques, em  Os Sinos de Corneville , de Robert Planquette;

- Ange Pitou, em La fille du Madame Angot, de Leqoc;

- Hamlet na homonima ópera, de Ambroise Thomas;

- Silvio, em I Pagliacci, de Ruggero Leoncavallo;

- Harleckin, em  Ariadne Auf Naxos , de Richard Strauss;